# 放热反应
放熱反應（英語：Exothermic reaction）是釋出熱量的一类化学反应，与吸热反应相对。在放熱反應中，破壞化学键所用的能量是少於組成鍵所釋放的能量。
放熱反應的通式为:反應物→產物 +能量
在化學的系統中，絕對能量總值是難以量度或計算。所以，一般用焓變（{\displaystyle \Delta H}）来表示化学反应的热效应。在放熱反應中，反应物能量较高，生成物能量较低，較小的數值減去較大的數值便得出{\displaystyle \Delta H}的數值為負數。
例如氫氣（H2）燃燒：
{\displaystyle {\ce {2H2 (g) + O2 (g) -> 2H2O (g)}}}
{\displaystyle \Delta H=} −483.6 kJmol−1
测量反应放热的量使用量热计。當使用量熱計時，量熱器熱量的變化等於系統內熱量的變化。如果一反應是放熱反應，量热计中的环境应得到热。常用的量热计有彈式量熱計，它十分適用於量度燃燒反應能量上的變化。

## 放熱反應的例子
- 燃烧
- 中和反应
- 溶解無水硫酸銅[1]
- 分解爆炸

## 外部連結
- GCSE Science: Reactions（页面存档备份，存于）